# Greatest Hits (album de Kylie Minogue)
Pour les articles homonymes, voir Greatest Hits.
Albums de Kylie Minogue
Let's Get to It
(1991) Kylie Minogue
(1994)
Singles
1. What Kind of Fool (Heard All That Before)
Sortie : 10 août 1992
2. Celebration
Sortie : 16 novembre 1992

Greatest Hits est le premier album des plus grands succès de l'actrice et chanteuse australienne Kylie Minogue. Sorti au Royaume-Uni le 24 août 1992, il est composé de 19 enregistrements précédents et de 3 nouvelles chansons.
L'album a débuté à la 1re place du hit-parade britannique (pour la semaine du 30 août au 5 septembre 1992).

## Liste des pistes
| 1.    | I Should Be So Lucky (de l'album Kylie, 1988)                                                             | - Mike Stock - Matt Aitken - Pete Waterman | Stock Aitken Waterman       | 3:23 |
| 2.    | Got to Be Certain (de l'album Kylie, 1988)                                                                | - Stock - Aitken - Waterman                | Stock Aitken Waterman       | 3:20 |
| 3.    | The Loco-Motion (de l'album Kylie, 1988)                                                                  | - Gerry Goffin - Carole King               | Stock Aitken Waterman       | 3:14 |
| 4.    | Je ne sais pas pourquoi (de l'album Kylie, 1988)                                                          | - Stock - Aitken - Waterman                | Stock Aitken Waterman       | 4:01 |
| 5.    | Especially for You (en duo avec Jason Donovan, de l'album Enjoy Yourself, 1989)                           | - Stock - Aitken - Waterman                | Stock Aitken Waterman       | 3:58 |
| 6.    | Turn It into Love (de l'album Kylie, 1988)                                                                | - Stock - Aitken - Waterman                | Stock Aitken Waterman       | 3:36 |
| 7.    | It's No Secret (de l'album Kylie, 1988)                                                                   | - Stock - Aitken - Waterman                | Stock Aitken Waterman       | 3:59 |
| 8.    | Hand on Your Heart (de l'album Enjoy Yourself, 1989)                                                      | - Stock - Aitken - Waterman                | Stock Aitken Waterman       | 3:51 |
| 9.    | Wouldn't Change a Thing (de l'album Enjoy Yourself, 1989)                                                 | - Stock - Aitken - Waterman                | Stock Aitken Waterman       | 3:14 |
| 10.   | Never Too Late (de l'album Enjoy Yourself, 1989)                                                          | - Stock - Aitken - Waterman                | Stock Aitken Waterman       | 3:23 |
| 11.   | Tears on My Pillow (de l'album Enjoy Yourself, 1989)                                                      | - Sylvester Bradford - Al Lewis            | Stock Aitken Waterman       | 2:28 |
| 12.   | Better the Devil You Know (de l'album Rhythm of Love, 1990)                                               | - Stock - Aitken - Waterman                | Stock Aitken Waterman       | 3:55 |
| 13.   | Step Back in Time (de l'album Rhythm of Love, 1990)                                                       | - Stock - Aitken - Waterman                | Stock Aitken Waterman       | 3:05 |
| 14.   | What Do I Have to Do (de l'album Rhythm of Love, 1990)                                                    | - Stock - Aitken - Waterman                | Stock Aitken Waterman       | 3:44 |
| 15.   | Shocked (DNA 7" Mix featuring Jazzi P) (la version originale est sortie sur l'album Rhythm of Love, 1990) | - Stock - Aitken - Waterman                | Stock Aitken Waterman       | 3:10 |
| 16.   | Word Is Out (de l'album Let's Get to It, 1991)                                                            | - Stock - Waterman                         | - Stock - Waterman          | 3:35 |
| 17.   | If You Were with Me Now (en duo avec Keith Washington, de l'album Let's Get to It, 1991)                  | - Stock - Waterman - Minogue - Washington  | - Stock - Waterman          | 3:11 |
| 18.   | Give Me Just a Little More Time (de l'album Let's Get to It, 1991)                                        | - Edyth Wayne - Ronald Dunbar              | - Stock - Waterman          | 3:07 |
| 19.   | Finer Feelings (de l'album Let's Get to It, 1991)                                                         | - Stock - Waterman                         | - Stock - Waterman          | 3:53 |
| 20.   | What Kind of Fool (Heard All That Before)                                                                 | - Stock - Waterman - Minogue               | - Stock - Waterman          | 3:41 |
| 21.   | Where in the World?                                                                                       | - Stock - Waterman - Minogue               | - Stock - Waterman          | 3:34 |
| 22.   | Celebration                                                                                               | - Robert Bell - James Taylor               | - Phil Harding - Ian Curnow | 3:57 |
| 77:26 | |                                            |                             |      |